# Jean Tulard
Jean Tulard (Parigi, 22 dicembre 1933) è uno storico francese, professore onorario alla Sorbona, noto per i suoi numerosi lavori dedicati a Napoleone e al periodo rivoluzionario e napoleonico.

## Biografia
Nato a Parigi, è figlio di André Tulard, già vicedirettore della polizia generale presso la Prefettura di Polizia tra il 1940 e il 1943. La madre è stata prima insegnante e poi curatrice dell'archivio del Museo della Prefettura di Polizia.
Dopo la laurea in storia, Tulard è stato, dal 1961 al 1964 borsista della Fondation Thiers, per poi divenire ricercatore associato presso il Centre national de la recherche scientifique (CNRS). Fu direttore presso l'École Pratique des Hautes Études nel 1965 e professore di storia alla Sorbona a partire dal 1981. Dal 1973 al 1977 è stato presidente della Société de l'histoire de Paris et de l'Île-de-France e dal 1974 al 1999 dell'Institut Napoléon. Dal 1994 è membro dell'Académie des sciences morales et politiques

## Opere
Tra i massimi studiosi di storia napoleonica, molti suoi lavori sono tradotti in più lingue.
- 1962 : Histoire de la Crète.
- 1964 : L'Anti-Napoléon, la légende noire de l'Empereur, trad. it. L'anti-Napoleone, prefazione di Renzo De Felice, Roma, Veutro, 1970
- 1964 : La Préfecture de Police sous la monarchie de Juillet.
- 1965 : Alexander von Humboldt, L'Amérique espagnole en 1800 (édition critique).
- 1968 : Première édition critique des Œuvres littéraires et écrits militaires de Napoléon, 3 volumes.
- 1970 : Nouvelle Histoire de Paris : le Consulat et l'Empire.
- 1971 : Bibliographie critique des Mémoires sur le Consulat et l'Empire.
- 1971 : Le Mythe de Napoléon.
- 1973 : Atlas administratif de l'Empire français.
- 1973 : Lettres inédites de Cambacérès à Napoléon (édition critique).
- 1976 : Paris et son administration (1800-1830).
- 1978 : La Vie quotidienne des Français sous Napoléon, trad. it. La vita quotidiana in Francia ai tempi di Napoleone, Milano : Biblioteca universale Rizzoli, 1984.
- 1978 : Napoléon ou le mythe du sauveur, trad. it. Napoleone. Il mito del salvatore, Milano, Rusconi, 1980
- 1979 : Napoléon et la noblesse d'Empire.
- 1981 : Napoléon à Sainte-Hélène.
- 1982 : Dictionnaire du cinéma. Tome I : Les Réalisateurs (réédition 1996-1997).
- 1982 : Le Grand Empire - rééd. 2009, trad. it. Napoleone e il grande impero, Milano, A. Mondadori, 1985
- 1983 : Murat.
- 1985 : Dictionnaire du cinéma. Tome II : Acteurs, producteurs, scénaristes, techniciens (réédition 1996-1997).
- 1985 : les Révolutions.
- 1985 : Joseph Fiévée, conseiller secret de Napoléon.
- 1987 : Histoire et dictionnaire de la Révolution française 1789-1799 (en collaboration)- voir sa fiche, trad. it. Dizionario storico della rivoluzione francese, con Jean-François Fayard, Alfred Fierro, [Firenze] : Ponte alle Grazie, 1989
- 1988 : Dictionnaire Napoléon (sous la direction de J. T.).
- 1989 : Nouvelle Histoire de Paris : la Révolution.
- 1990 : La Contre-Révolution (sous la direction de J. T.). ISBN 2-262-00609-1
- 1990 : Guide des films (sous la direction de J. T.). ISBN 2-221-90054-5
- 1990 : Almanach de Paris (sous la direction de J. T.). ISBN 2-85229-702-7
- 1990 : Les Écoles historiques (en collaboration). ISBN 2-13-042835-5
- 1991 : Le Directoire et le Consulat. ISBN 2-13-043980-2
- 1991 : Le Métier d'historien (en collaboration). ISBN 2-13-044024-X
- 1991 :  Jean Tulard, Alfred Fierro e Jean-Marc Leri, L'histoire de Napoléon par la peinture, Paris, Belfond, 1991, ISBN 2-7144-2693-X, bnf:35419262 ., prix Paul-Marmottan 1991.
- 1992 : Napoléon II (Template:17e Fondation Pierre-Lafue 1993). ISBN 2-213-02966-0
- 1993 : Procès-verbal de la cérémonie du sacre et du couronnement de Napoléon signé par Louis-Philippe de Ségur. (Présentation et notes) ISBN 2-11-081287-7
- 1993 : Napoléon : jeudi 12 octobre 1809, le jour où Napoléon faillit être assassiné.
- 1993 : Itinéraire de Napoléon au jour le jour (en collaboration).
- 1994 : La Petite Histoire de France (en collaboration).
- 1994 : Le Marché de l'histoire (en collaboration). ISBN 2-13-046169-7
- 1995 : La France de la Révolution et de l'Empire. ISBN 2-13-054191-7
- 1995 : Dictionnaire du Second Empire (sous la direction de J. T.). ISBN 2-213-59281-0
- 1995 : Histoire et dictionnaire du Consulat et de l'Empire (en collaboration) - voir sa fiche. ISBN 978-2-221-11421-6
- 1995 : La Morale de l'histoire (en collaboration).
- 1996 : Mémoires de Talleyrand (présentation et notes). ISBN 2-7433-0172-4
- 1996 : Le Temps des passions : espérances, tragédies et mythes sous la Révolution et l'Empire (en collaboration).
- 1997 : Napoléon : le pouvoir, la nation, la légende.
- 1997 : Jeanne d'Arc, Napoléon, le paradoxe du biographe (en collaboration).
- 1998 : Joseph Fouché. ISBN 2-213-59991-2
- 1999 : Le 18-Brumaire. Comment terminer une révolution. ISBN 2-262-01221-0
- 2005 : Dictionnaire du roman policier, 1841-2005 : auteurs, personnages, œuvres, thèmes, collections, éditeurs (Fayard). ISBN 2-213-62590-5
- 2005 : Histoire et dictionnaire de la Police, Robert Laffont. Avec Michel Aubouin et Arnaud Teyssier.
- 2005 : Les Thermidoriens (Fayard). ISBN 978-2-213-62012-1
- 2006 : Napoléon - Les grands moments d'un destin. ISBN 978-2-8185-0308-9
- 2008 : Les Pieds Nickelés de Forton (Armand Colin), coll. « Une œuvre, une histoire » ISBN 978-2-200-35055-0.
- 2009 : Dictionnaire amoureux du cinéma ISBN 978-2-259-20831-4
- 2009 : Alexandre Dumas (PUF), ISBN 978-2-35764-005-4.
- 2011 : Talleyrand ou la douceur de vivre, Bibliothèque des Introuvables, Paris ISBN 978-2-84575-343-3.
- 2012 : Détective de l'histoire, Éditions Écritures
- 2012 : Dictionnaire amoureux de Napoléon, Plon
- 2012 : La Berline de Napoléon Albin Michel
- 2012 : Le Pouvoir du Mal, les méchants dans l'Histoire Éditions SPM
- 2012 : Napoléon chef de guerre, Tallandier ISBN 978-2847349924.
- 2013 : Quand Laurel rencontra Hardy, éditions SPM, Paris, ISBN 978-2-917232-15-6.
- 2014 : La Police parisienne - Entre deux révolutions (1830-1848), éditions du CNRS, collection Biblis, Paris, 194 pages, ISBN 978-2-271-07994-7.
- 2014 : Napoléon et quarante millions de sujets - La centralisation et le Premier Empire (avec Marie-José Tulard), Tallandier, ISBN 979-1021001473.
- 2015 : Le Monde selon Napoléon, Tallandier
- 2016 : Rossini sous Napoléon, éditions SPM, ISBN 978-2-917-232-49-1.
- 2016 : Les historiens de Napoléon, éditions SPM, ISBN 978-2-917-232-36-1.
- 2017 : Le Monde du crime sous Napoléon, La Librairie Vuibert ISBN 978-2-311-10202-4.
- 2018 : Le Nouveau Guide des films (tome V), dir., Bouquins, 928 p.
- 2019 : Tyrans, assassins et conspirateurs éditions SPM, ISBN 978-2-917-232-94-1.
- 2019 : De Napoléon et quelques autres sujets, Tallandier, ISBN 979-10-210-3798-4.
- 2019 : Le Musée du crime - Chroniques du 36 quai des Orfèvres (avec Hélène Tulard), Maisonneuve et Larose (nouvelles éditions), Hémisphères (éditions), ISBN 9-782377-010387.
- 2020 : L'Europe au temps de Napoléon (dir.), Cerf.
- 2021 : Marengo ou l'étrange victoire de Bonaparte, Buchet/Chastel,